# Министерство сельского хозяйства и городского развития Эфиопии
Министерство сельского хозяйства и городского развития Эфиопии контролирует политику сельскохозяйственного и сельского развития Эфиопии на федеральном уровне. Полномочия и обязанности министерства включают: сохранение и использование лесных ресурсов и дикой природы, продовольственной безопасности, водопользования и малого орошения, мониторинг событий, влияющих на развитие сельского хозяйства и системы раннего предупреждения, содействия развитию сельского хозяйства, а также создание и предоставление обучения сельскому хозяйству и предоставление сельских технологии.

## История
Первоначально известно как министерство сельского хозяйства, которое было создано 23 августа 1995 с принятием Провозглашения 4-1995 которое также создало 14 других министерств Федеральной Демократической Республики Эфиопии, 13 января 2004 года Провозглашение номер 300/2004, объединило это министерство с Министерством развития сельских районов. Нынешним министром является Тефера Дерибью, который был назначен 30 октября 2008 года,  сместив Аддису Легессе. После всеобщих выборов 2010 года, Тефера был вновь назначен на эту должность.